# Plątaczkowate
Plątaczkowate (Eriocraniidae) – rodzina owadów z rzędu motyli, ograniczona do rejonów Holarktyki. Wyróżnia się w niej 6 żyjących współcześnie rodzajów. Są to niewielkie, etaliczne ćmy latające za dnia, pojawiające się wcześnie na wiosnę w klimacie umiarkowany półkuli północnej. Posiadają proboscis, narząd gębowy, którym piją wodę lub soki roślinne. Larwy drążą w liściach bukowców, zwłaszcza zaś brzóz i dębów, niektóre jednak w liściach wierzbowców i różowców.